# Kostel Nanebevzetí Panny Marie (Chorušice)
Římskokatolický děkanský a poutní kostel Nanebevzetí Panny Marie v Chorušicích je barokní sakrální stavbou a jednou z hlavních dominant obce. Od roku 1966 je chráněn jako kulturní památka.

## Historie
Barokní stavba z let 1714–1716 nahradila původní zchátralou gotickou svatyni. Opravy byly dále prováděny v letech 1777, 1852 a 1875–1876. Na počátku 21. století se obec snaží o obnovu této památky, zvláště poté, kdy byl kostel v létě 2009 poškozen vichřicí.

## Architektura
Jedná se o jednolodní obdélný kostel s trojboce ukončeným presbytářem s obdélnými sakristiemi po stranách. V západním průčelí kostela je hranolová věž. Ta je členěná v přízemí i v patře pilastry a prolomená obdélným vstupním portálem se supraportou s bohatě členěnou římsou. Okno v patře věže je polokruhově ukončeno a má zdobnou supraportu. Boční fasády člení lizénové rámce a segmentovým záklenkem ukončená okna. Jak presbytář, tak i loď kostela a sakristie mají valenou klenbu s lunetami. Stěny presbytáře jsou členěny pilastry. Stěny v lodi jsou členěny pilíři, na které dosedají valené pásy. V západní část lodi je konvexně vypnutá kruchta.

## Zařízení
Hlavní oltář pochází z roku 1693. Je na něm obraz Piety z roku 1539, který je kopií obrazu Panny Marie Bolestné, snad Messinské. Dva boční oltáře sv. Jana Nepomuckého a Ukřižování pocházejí z první poloviny 18. století. V kostele jsou také dva raně barokní protějškové oltáře: sv. Barbory a Svaté rodiny. Pocházejí z 1. čtvrtiny 18. století, mají ornamentální doplňky a klasicistně upravenou predellu. Kazatelna pochází z 1. čtvrtiny 18. století. Na stříšce kazatelny se nachází socha Krista Vládce. Lavice pochází z počátku 18. století a varhany z 1. čtvrtiny 18. století. Při hlavním oltáři na konzolách se nacházejí barokní sochy Zvěstování. Dva tabulové obrazy zobrazující sv. Václava a sv. Jiří pocházejí z období mezi lety 1530–1540. Cínová křtitelnice pochází z roku 1606. Dva dřevěné barokní kandelábry jsou z 1. poloviny 18. století.

## Zvony
V hlavní věži se nachází jedna z pozoruhodností kostela – zvony ulité v letech 1416 a 1560. Mladší raně barokní zvon byl roztaven v období první světové války.

## Okolí kostela
Na hřbitově kolem kostela se nachází barokní čtvercová márnice. Má zaoblená nároží a je členěná lizénovými rámci. Nedaleko stojící fara (děkanství) je z roku 1716. Jedná se o stavbu obdélnou, patrovou, která je členěná lizénovými rámci a obdélnými okny. Vstupní portál je se supraportou se stříškovou římsou. Přízemní prostory fary mají křížovou klenbu.